# Nach dem Regen
Nach dem Regen (japanisch 雨あがる Ame agaru) ist ein japanischer Film aus dem Jahre 1999. Regie führte Takashi Koizumi. Der Film basiert auf einem Drehbuch von Akira Kurosawa.

## Handlung
Eine Gruppe Reisender ist während einer Flut eines kleinen Flusses in einem Gasthaus untergebracht. Der Ronin Ihei Misawa wandert mit seiner Frau Tayo durch Japan und ist auf der Suche nach einem neuen Herrn. Auch er muss in dem Gasthaus Schutz suchen. Dort wird er herzlich aufgenommen und kann sogar einen Streit schlichten. Er lernt dabei Lord Nagai kennen, der sein neuer Herr wird.

## Kritik
„Nach einem Drehbuch von Akira Kurosawa entstander Samuraifilm, den Kurosawas Regieassistent als Hommage auf seinen Meister inszenierte.“